# チャーリー・コンドン
チャールズ・メリル・コンドン（Charles Merrill Condon, 2003年4月14日 - ）は、アメリカ合衆国ジョージア州アトランタ出身の野球選手（三塁手、外野手）。右投右打。

## 経歴
ジョージア大学に進学後、2年目の2023年に56試合に出場して打率.386、25本塁打、67打点を記録。オフには日米大学野球選手権大会のアメリカ合衆国代表に選出された。
2024年は60試合に出場して打率.433、37本塁打、78打点を記録し、ゴールデンスパイク賞を受賞した。
2024年のMLBドラフトで7月14日でコロラド・ロッキーズに1巡目（全体3位）で指名された。 

## 詳細情報

### 代表歴
- 2023年 第44回日米大学野球選手権大会アメリカ合衆国代表